# Takifugu porphyreus
Takifugu porphyreus es una especie de peces de la familia Tetraodontidae en el orden de los Tetraodontiformes.

## Morfología
Los machos pueden llegar alcanzar los 52 cm de longitud total.
- Es blanco en el ventre.[1][2]

## Hábitat
Es un pezde mar y, de clima templado.

## Distribución geográfica
Se encuentran en Asia: desde el sur de Hokkaido (el Japón) hasta el Mar de la China Oriental.

## Observaciones
La piel, el hígado, los  intestinos y la sangre contienen una toxina mortal, pero, aun así, es consumido como  alimento en Japón.